# Friedrich Trendelenburg
Friedrich Trendelenburg (Berlín, Alemania, 24 de mayo de 1844-Berlin-Nikolassee, Alemania, 15 de diciembre de 1924) fue un médico alemán, conocido por el desarrollo de diversas técnicas e instrumental quirúrgico y de varios signos médicos. 

## Biografía
Friedrich Trendelenburg nació en Berlín el 24 de mayo de 1844. Fue hijo del filósofo Friedrich Adolf Trendelenburg y de Ferdinande Becker, padre del médico y farmacéutico Paul Trendelenburg y abuelo del farmacéutico Ullrich Georg Trendelenburg.
El padre de Trendelenburg enseñó a sus hijos matemática y latín, mientras que su madre, Ferdinande Becker (hija del médico y filólogo Karl Ferdinand Becker), les enseñaba literatura e inglés. Al terminar el bachillerato, Trendelenburg hizo una estancia en las universidades de Edimburgo y Glasgow para comenzar sus estudios como médico. Estuvo bajo la tutela del profesor de anatomía Allen Thompson que lo nombró ayudante, encargándose de tareas como limpiar pizarras, dibujar ilustraciones médicas, colaborar en las clases de anatomía, etc. También asistió a conferencias de anatomía, fisiología, fisiología natural o cirugía. Trendelenburg asistió a las conferencias de Joseph Lister, médico británico pionero de la antisepsia. La primera cirugía a la que asistió como estudiante fue con el propio Joseph Lister.
En julio de 1863, Trendelenburg volvió a Alemania para estudiar medicina en la Universidad de Berlín. Allí tuvo como profesores o tomó contacto con científicos y médicos influyentes como el fisiólogo Emil du Bois-Reymond, el botánico Alexander Braun, el médico y patólogo Rudolph Virchow, el médico y cirujano Bernhard von Langenbeck o el médico Ludwig Traube, uno de los fundadores de la patología experimental alemana. Completó sus estudios en el Charité de Berlín bajo la tutela de Bernhard von Langenbeck, quien le influenció para dedicarse a la cirugía, graduándose el 12 de junio de 1866.
Trendelenburg trabajó en un hospital militar en Gorlitz durante la guerra austro-prusiana de 1866, sobre todo centrado en el tratamiento de las gangrenas, infecciones de heridas y también aquí realizó su primera cirugía importante: la amputación de la pierna de un soldado austríaco. Durante esa estancia en Gorlitz también se enfrentó a una epidemia de cólera y utilizó cigarros Habanos para mejorar el aire viciado del hospital. Tras la retirada austríaca el 17 de septiembre de 1866, Trendelenburg regresó a Berlín donde escribió su tesis doctoral sobre historia de la cirugía india: De Veterum Indorum Chirurgia. El 1 de abril de 1868 se convirtió en asistente de su mentor, Bernhard von Langenbeck, trabajando en su clínica de Berlín. En su primer año como asistente inventó una cánula quirúrgica que evitaba que la sangre entrara en la tráquea durante las cirugías de la cavidad oral. Permaneció como asistente hasta 1874, a excepción de un breve período en otoño de 1869 en donde participó como médico en una campaña militar y recibió una Cruz de Hierro. Trendelenburg estuvo también interesado en la historia de la medicina y participó en la fundación de la Sociedad Quirúrgica Alemana en 1872, de la que posteriormente, en 1898, sería elegido presidente.

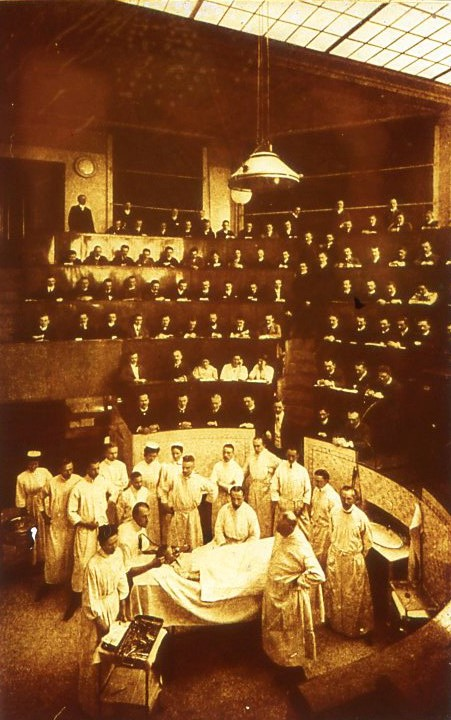
Friedrich Trendelenburg en la presentación de un paciente quirúrgico en el auditorio del Jakobshospital de Leipzig

En 1874 fue nombrado director de cirugía del Hospital Friedrichshain de Berlín, donde introdujo los métodos de Joseph Lister como vendajes oclusivos, drenaje de heridas y aerosol carbólico. El mismo año, Trendelenburg se casó con Charlotte Fabricus, con quien tendría 6 hijos. En 1875 aceptó una cátedra en la Universidad de Rostock, donde permaneció un corto período de tiempo por la escasez de pacientes en este hospital universitario. Sin embargo, su poca carga de trabajo como cirujano le permitió dedicarse a la investigación clínica, reinventando una posición quirúrgica conocida previamente: la llamada hoy posición de Trendelenburg (ver sección de epónimos de Trendelenburg) que facilita las intervenciones quirúrgicas abdominopélvicas al situarse el paciente en decúbito supino con la cabeza más baja respecto a la altura de los pies. Trendelenburg utilizó por primera vez esta posición en la reparación de una fístula vesicovaginal. Además, diseñó una mesa de operaciones para estabilizar al paciente en esta posición. La posición inversa, es decir, decúbito supino con la cabeza más alta que los pies no fue descrita por Trendelenburg pero se le denomina hoy en día en medicina "posición anti-Trendelenburg". En Rostock también trabajó en la circulación venosa y realizó estudios sobre la prevención de la trombosis venosa mediante la ligadura de la vena safena, conocida antiguamente como operación de Trendelenburg (ver sección de epónimos de Trendelenburg). 
En 1882 Trendelenburg se trasladó a la Universidad de Bonn para trabajar profesor de cirugía durante 13 años. Finalmente, en 1895 fue nombrado cirujano jefe de la Universidad de Leipzig, puesto que desempeñó durante el resto de su carrera. En 1906 fue invitado al Congreso Americano de Cirujanos en Nueva York y se le nombró miembro honorario de la Sociedad Americana de Cirugía. En el mismo año recibió un doctorado honoris causa por la Universidad de Aberdeen en Escocia.
Trendelenburg desarrolló parte de su investigación en la extracción quirúrgica de émbolos pulmonares. Su estudiante Martin Kirschner realizó la primera embolectomía con éxito en 1924, poco antes de la muerte de Trendelenburg. Las agujas de Kirschner utilizadas en cirugía traumatológica y ortopédica llevan el nombre de su discípulo. Entre sus estudiantes destacan además Ferdinand Sauerbruch, Max Wilms, que clasificó los tumores renales, y Willy Meyer, que más tarde participaría en la fundación de la American Association for Thoracic Surgery.
Falleció en 1924, a la edad de 80 años, por un cáncer en la mandíbula.

## Epónimos
Existe bastante terminología médica nombrada en honor de Friedrich Trendelenburg, incluyendo:

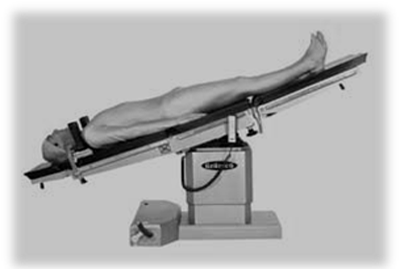
Posición de Trendelenburg

- Posición de Trendelenburg: consiste en poner al paciente en decúbito supino pero con la cabeza más baja que los pies. Esta posición se utiliza para determinadas cirugías (principalmente abdominales y genitourinarias) y también como medida terapéutica de forma aguda en aquellas situaciones en las que se requiera aumentar el retorno venoso: síncope vasovagal, hipovolemia, hipotensión...[8] Trendelenburg no fue el primero en describir esta posición médica, sino que muchos médicos anteriores ya la utilizaban, como Celsus, Paulus Aegineta, Abulcasis o el médico medieval francés Guy de Chauliac.[1][2][9][4] Es por ello un ejemplo de la ley de la eponimia de Stigler.

- Marcha de Trendelenburg o «de pato»: al caminar el paciente desvía el tronco lateralmente hacia el lado de la lesión al apoyar la pierna lesionada. Las lesiones que la producen son la debilidad de los músculos abductores del miembro inferior, incluyendo el glúteo medio y glúteo menor, y la luxación congénita de cadera.[1][10][11]

- Signo de Trendelenburg en la luxación congénita de cadera. En una luxación congénita de cadera el paciente típicamente caminará con la marcha de Trendelenburg. Además, el signo de Trendelenburg consiste en que al observar al paciente desde posterior en apoyo monopodal, su pelvis desciende en el lado opuesto a la luxación de cadera hasta que la inclinación compensadora del tronco y la tensión de los abductores equilibran el cuerpo.[1][10][11]
- Cánula de Trendelenburg: utilizada antiguamente en cirugía de tráquea y otorrinolaringológica.[1]
- Operación de Trendelenburg: ligadura de la vena safena magna, para el tratamiento de varices. Antiguamente en algunos textos se aplicaba a la trombectomía pulmonar.[1][7]